# Veaugues
Veaugues é uma comuna francesa na região administrativa do Centro, no departamento Cher. Estende-se por uma área de 28,2 km². Em 2010 a comuna tinha 655 habitantes (densidade: 23,2 hab./km²).